# Magical Senpai
Magical Senpai (яп. 手品先輩 Тэдзина-сэмпай, «Старшеклассница-волшебница») — японская манга, созданная Адзу. Главы публиковались в журнале Weekly Young Magazine с февраля 2016 по февраль 2021 года и затем собраны в восемь томов танкобонов. Американское подразделение издательства «Коданся» занималось изданием этой манги в Северной Америке. Адаптация в формате аниме-сериала, снятая студией Liden Films, выходила в эфир с июля по сентябрь 2019 года.

## Сюжет
Ученик первогодка старшей школы встречает девушку, практикующая фокусы. Эта девушка единственная оставшийся участник Магического клуба. У неё возникает страх сцены из-за выступления перед аудиторией и поэтому, её тошнит. Она нанимает парня в роли помощника, несмотря на его возражения.

## Персонажи
Сэмпай (яп. 先輩 Senpai)
Старшеклассница занимающаяся фокусами, пока никто не видит её. Однако, благодаря смущению и неуклюжести, она на сцене легко пугается и часто ошибается в собственных фокусах, когда хотя бы один зритель смотрит её представлениеCh. 1. Одной из её слабостей это то, что её можно легко загипнотизироватьCh. 20-21.
Сэйю: Каэдэ Хондо (японский) Лиззи Фриман (английский)
Помощник (яп. 助手 Joshu)
Старшеклассник против своей воли ставший помощником фокусницы в Клубе, несмотря на его возражениеCh. 1-9. Умеет делать фокусы лучше, чем сенпайCh. 2, 11, 17. Имеет короткую причёску в форме чашкиCh. 1. Он так же вступил в Клуб химииCh. 31.
Сэйю: Аои Итикава Лэндон МакДональд
Сестра (яп. お姉ちゃん Onee-chan)
Старшая сестра Сенпая, учительница в школе. Она согласилась быть наставником Клуба фокусовCh. 9. Немного простовата и нравится переодевать Сенпай в косплей-костюмыCh. 14-15. Позже была раскрыта тайна, что она замужем Ch. 50-51.
Сэйю: Химика Аканэя Кристина Ви
Saki (яп. 咲ちゃん Саки-тян)
Ученица-третьегодка, с длинными вьющимися волосами. Она отвечает за Клуб уличных выступлений и намеревается занять место руководителя в Клубе фокусов. Она одержима своим младшим братом по имени Масаси. Умеет делать животных из воздушных шаров, но её выступления такие же неуклюжие, как и у СенпаяCh. 33-35. После проигрыша Сенпаю в сравнении размерах груди, она и Масаси остаются в Клубе фокусовCh. 35. Они и Сенпай не очень и хороши в учёбеCh. 43
Сэйю: Эри Китамура
Масаси (яп. まさし)
Тучный младший брат Саки. Он и Саки участники Клуба фокусовCh. 33-35.
Саки нравится обращаться к нему, как "Ма-кун" (яп. まーくん).Ch. 33
Сэйю: Дайсукэ Намикава
Мадара (яп. 斑さん Мадара-сан)
Второгодка и руководитель Клуба химии. Она позволяет помощнику быть в её клубе, когда в Клубе фокусов не достаточно участников. Она носит очки и неё длинные чёрные волосыCh. 31. Она может делать некоторые фокусы используя научную технику, но раздражают проделки СенпаяCh. 53.
Сэйю: Риэ Такахаси

## Медиа

### Манга
Манга Magical Sempai написана и проиллюстрирована Азу. Издавалась в журнале Weekly Young Magazine с 29 февраля 2016 15 февраля 2021 года. Издательством «Kodansha» было издано восемь томиков танкобонов, которые были выпущены в период с 5 августа 2016 5 марта 2021 года.
Издательство «Kodansha USA» публиковал мангу в Северной Америке с 12 сентябр 2017 по 31 августа 2021 года.
Отвлетвление манги под названием Isekai Senpai ー Tejina Senpai wa Kono Sekai de mo Ponkotsu na Yō Desu (яп. 異世界先輩 -手品先輩はこの世界でもポンコツなようです-) под авторством Шотан печатался в издательстве Ichijinsha.

#### Список томиков
| № | Японское издание | Японское издание       | Американское издание | Американское издание   |
| № | Дата публикации  | ISBN                   | Дата публикации      | ISBN                   |
| - | ---------------- | ---------------------- | -------------------- | ---------------------- |
| 1 | 5 августа 2016   | ISBN 978-4-06-382835-1 | 12 сентября 2017     | ISBN 978-1-68-233907-7 |
| 2 | 6 декабря 2016   | ISBN 978-4-06-382888-7 | 10 октября 2017      | ISBN 978-1-68-233908-4 |
| 3 | 6 апреля 2017    | ISBN 978-4-06-382955-6 | 14 ноября 2017       | ISBN 978-1-68-233909-1 |
| 4 | 6 сентября 2017  | ISBN 978-4-06-510144-5 | 6 февраля 2018       | ISBN 978-1-64-212120-9 |
| 5 | 6 ноября 2018    | ISBN 978-4-06-513559-4 | 5 февраля 2019       | ISBN 978-1-64-212668-6 |
| 6 | 6 сентября 2019  | ISBN 978-4-06-516993-3 | 7 января 2020        | ISBN 978-1-64-659199-2 |
| 7 | 6 июля 2020      | ISBN 978-4-06-520194-7 | 3 ноября 2020        | ISBN 978-1-64-659795-6 |
| 8 | 5 марта 2021     | ISBN 978-4-06-522586-8 | 31 августа 2021      | ISBN 978-1-63-699316-4 |

### Аниме-сериал
Аниме-сериал был анонсирован в 49-м номере журнала Weekly Young Magazine от 5 ноября 2018 года. За создание эпизодов выступила студия Liden Films, режиссёром стал Фумиаки Усуи. Ринтаро Икэда занимался составлением сериалов, Эрико Ито разработка персонажей и Такэси Хама написал музыку.
Эпизоды выходили в эфир со 2 июля по 17 сентября 2019 на телеканалах Tokyo MX, MBS и BS-NTV. 12 эпизодов состоят из пятнадцати минутных выпусков. Японская женская айдол группа i☆Ris исполнила открывающую тему «FANTASTIC ILLUSION», а Минори Судзуки исполнила закрывающую тему "Dame wa Dame" (яп. ダメハダメ). На стриминговом сайте Crunchyroll был показан аниме-сериал.
16 ноября 2019 года «Crunchyroll» анонсировала, что эпизоды будут озвучены на английском языке.